# Premiul Asociației Criticilor de Film pentru cel mai bun film
Premiul Asociației Criticilor de Film pentru cel mai bun film (în engleză Critics' Choice Movie Award for Best Picture) este acordat anual de Asociația Criticilor de Film (în engleză Critics Choice Association) din 1995.

## Câștigători și nominalizări

### Anii 1990
| An   | Film                       | Regizor(i)                       |
| ---- | -------------------------- | -------------------------------- |
| 1995 | Sense and Sensibility      | Ang Lee                          |
| 1996 | Fargo                      | Joel Coen and Ethan Coen         |
| 1996 | Big Night                  | Campbell Scott and Stanley Tucci |
| 1996 | The Crucible               | Nicholas Hytner                  |
| 1996 | The English Patient        | Anthony Minghella                |
| 1996 | Evita                      | Alan Parker                      |
| 1996 | Hamlet                     | Kenneth Branagh                  |
| 1996 | Jerry Maguire              | Cameron Crowe                    |
| 1996 | Lone Star                  | John Sayles                      |
| 1996 | The People vs. Larry Flynt | Miloš Forman                     |
| 1996 | Shine                      | Scott Hicks                      |
| 1997 | L.A. Confidential          | Curtis Hanson                    |
| 1997 | Amistad                    | Steven Spielberg                 |
| 1997 | As Good as It Gets         | James L. Brooks                  |
| 1997 | Boogie Nights              | Paul Thomas Anderson             |
| 1997 | Donnie Brasco              | Mike Newell                      |
| 1997 | Good Will Hunting          | Gus Van Sant                     |
| 1997 | The Full Monty             | Peter Cattaneo                   |
| 1997 | Titanic                    | James Cameron                    |
| 1997 | Wag the Dog                | Barry Levinson                   |
| 1997 | The Wings of the Dove      | Iain Softley                     |
| 1998 | Saving Private Ryan        | Steven Spielberg                 |
| 1998 | Elizabeth                  | Shekhar Kapur                    |
| 1998 | Gods and Monsters          | Bill Condon                      |
| 1998 | Life Is Beautiful          | Roberto Benigni                  |
| 1998 | Out of Sight               | Steven Soderbergh                |
| 1998 | Pleasantville              | Gary Ross                        |
| 1998 | Shakespeare in Love        | John Madden                      |
| 1998 | A Simple Plan              | Sam Raimi                        |
| 1998 | The Thin Red Line          | Terrence Malick                  |
| 1998 | The Truman Show            | Peter Weir                       |
| 1999 | American Beauty            | Sam Mendes                       |
| 1999 | Being John Malkovich       | Spike Jonze                      |
| 1999 | The Cider House Rules      | Lasse Hallström                  |
| 1999 | The Green Mile             | Frank Darabont                   |
| 1999 | The Insider                | Michael Mann                     |
| 1999 | Magnolia                   | Paul Thomas Anderson             |
| 1999 | Man on the Moon            | Miloš Forman                     |
| 1999 | The Sixth Sense            | M. Night Shyamalan               |
| 1999 | The Talented Mr. Ripley    | Anthony Minghella                |
| 1999 | Three Kings                | David O. Russell                 |

### Anii 2000
| An   | Film                                              | Regizor(i)                        |
| ---- | ------------------------------------------------- | --------------------------------- |
| 2000 | Gladiator                                         | Ridley Scott                      |
| 2000 | Almost Famous                                     | Cameron Crowe                     |
| 2000 | Billy Elliot                                      | Stephen Daldry                    |
| 2000 | Cast Away                                         | Robert Zemeckis                   |
| 2000 | Crouching Tiger, Hidden Dragon                    | Ang Lee                           |
| 2000 | Erin Brockovich                                   | Steven Soderbergh                 |
| 2000 | Quills                                            | Philip Kaufman                    |
| 2000 | Thirteen Days                                     | Roger Donaldson                   |
| 2000 | Traffic                                           | Steven Soderbergh                 |
| 2000 | Wonder Boys                                       | Curtis Hanson                     |
| 2000 | You Can Count on Me                               | Kenneth Lonergan                  |
| 2001 | A Beautiful Mind                                  | Ron Howard                        |
| 2001 | Ali                                               | Michael Mann                      |
| 2001 | In the Bedroom                                    | Todd Field                        |
| 2001 | The Lord of the Rings: The Fellowship of the Ring | Peter Jackson                     |
| 2001 | The Man Who Wasn't There                          | Joel Coen                         |
| 2001 | Memento                                           | Christopher Nolan                 |
| 2001 | Moulin Rouge!                                     | Baz Luhrmann                      |
| 2001 | Mulholland Drive                                  | David Lynch                       |
| 2001 | The Shipping News                                 | Lasse Hallström                   |
| 2001 | Shrek                                             | Andrew Adamson and Vicky Jenson   |
| 2002 | Chicago                                           | Rob Marshall                      |
| 2002 | About Schmidt                                     | Alexander Payne                   |
| 2002 | Adaptation.                                       | Spike Jonze                       |
| 2002 | Catch Me If You Can                               | Steven Spielberg                  |
| 2002 | Far from Heaven                                   | Todd Haynes                       |
| 2002 | Gangs of New York                                 | Martin Scorsese                   |
| 2002 | The Hours                                         | Stephen Daldry                    |
| 2002 | The Lord of the Rings: The Two Towers             | Peter Jackson                     |
| 2002 | The Pianist                                       | Roman Polanski                    |
| 2002 | Road to Perdition                                 | Sam Mendes                        |
| 2003 | The Lord of the Rings: The Return of the King     | Peter Jackson                     |
| 2003 | Big Fish                                          | Tim Burton                        |
| 2003 | Cold Mountain                                     | Anthony Minghella                 |
| 2003 | Finding Nemo                                      | Andrew Stanton                    |
| 2003 | In America                                        | Jim Sheridan                      |
| 2003 | The Last Samurai                                  | Edward Zwick                      |
| 2003 | Lost in Translation                               | Sofia Coppola                     |
| 2003 | Master and Commander: The Far Side of the World   | Peter Weir                        |
| 2003 | Mystic River                                      | Clint Eastwood                    |
| 2003 | Seabiscuit                                        | Gary Ross                         |
| 2004 | Sideways                                          | Alexander Payne                   |
| 2004 | The Aviator                                       | Martin Scorsese                   |
| 2004 | Collateral                                        | Michael Mann                      |
| 2004 | Eternal Sunshine of the Spotless Mind             | Michel Gondry                     |
| 2004 | Finding Neverland                                 | Marc Forster                      |
| 2004 | Hotel Rwanda                                      | Terry George                      |
| 2004 | Kinsey                                            | Bill Condon                       |
| 2004 | Million Dollar Baby                               | Clint Eastwood                    |
| 2004 | The Phantom of the Opera                          | Joel Schumacher                   |
| 2004 | Ray                                               | Taylor Hackford                   |
| 2005 | Brokeback Mountain                                | Ang Lee                           |
| 2005 | Capote                                            | Bennett Miller                    |
| 2005 | Cinderella Man                                    | Ron Howard                        |
| 2005 | The Constant Gardener                             | Fernando Meirelles                |
| 2005 | Crash                                             | Paul Haggis                       |
| 2005 | Good Night, and Good Luck.                        | George Clooney                    |
| 2005 | King Kong                                         | Peter Jackson                     |
| 2005 | Memoirs of a Geisha                               | Rob Marshall                      |
| 2005 | Munich                                            | Steven Spielberg                  |
| 2005 | Walk the Line                                     | James Mangold                     |
| 2006 | The Departed                                      | Martin Scorsese                   |
| 2006 | Babel                                             | Alejandro González Iñárritu       |
| 2006 | Blood Diamond                                     | Edward Zwick                      |
| 2006 | Dreamgirls                                        | Bill Condon                       |
| 2006 | Letters from Iwo Jima                             | Clint Eastwood                    |
| 2006 | Little Children                                   | Todd Field                        |
| 2006 | Little Miss Sunshine                              | Jonathan Dayton and Valerie Faris |
| 2006 | Notes on a Scandal                                | Richard Eyre                      |
| 2006 | The Queen                                         | Stephen Frears                    |
| 2006 | United 93                                         | Paul Greengrass                   |
| 2007 | No Country for Old Men                            | Joel Coen and Ethan Coen          |
| 2007 | American Gangster                                 | Ridley Scott                      |
| 2007 | Atonement                                         | Joe Wright                        |
| 2007 | The Diving Bell and the Butterfly                 | Julian Schnabel                   |
| 2007 | Into the Wild                                     | Sean Penn                         |
| 2007 | Juno                                              | Jason Reitman                     |
| 2007 | The Kite Runner                                   | Marc Forster                      |
| 2007 | Michael Clayton                                   | Tony Gilroy                       |
| 2007 | Sweeney Todd: The Demon Barber of Fleet Street    | Tim Burton                        |
| 2007 | There Will Be Blood                               | Paul Thomas Anderson              |
| 2008 | Slumdog Millionaire                               | Danny Boyle                       |
| 2008 | Changeling                                        | Clint Eastwood                    |
| 2008 | The Curious Case of Benjamin Button               | David Fincher                     |
| 2008 | The Dark Knight                                   | Christopher Nolan                 |
| 2008 | Doubt                                             | John Patrick Shanley              |
| 2008 | Frost/Nixon                                       | Ron Howard                        |
| 2008 | Milk                                              | Gus Van Sant                      |
| 2008 | The Reader                                        | Stephen Daldry                    |
| 2008 | WALL-E                                            | Andrew Stanton                    |
| 2008 | The Wrestler                                      | Darren Aronofsky                  |
| 2009 | The Hurt Locker                                   | Kathryn Bigelow                   |
| 2009 | Avatar                                            | James Cameron                     |
| 2009 | An Education                                      | Lone Scherfig                     |
| 2009 | Inglourious Basterds                              | Quentin Tarantino                 |
| 2009 | Invictus                                          | Clint Eastwood                    |
| 2009 | Nine                                              | Rob Marshall                      |
| 2009 | Precious                                          | Lee Daniels                       |
| 2009 | A Serious Man                                     | Joel Coen and Ethan Coen          |
| 2009 | Up                                                | Pete Docter                       |
| 2009 | Up in the Air                                     | Jason Reitman                     |

### Anii 2010
| An   | Film                                      | Regizor(i)                   |
| ---- | ----------------------------------------- | ---------------------------- |
| 2010 | The Social Network                        | David Fincher                |
| 2010 | 127 Hours                                 | Danny Boyle                  |
| 2010 | Black Swan                                | Darren Aronofsky             |
| 2010 | The Fighter                               | David O. Russell             |
| 2010 | Inception                                 | Christopher Nolan            |
| 2010 | The King's Speech                         | Tom Hooper                   |
| 2010 | The Town                                  | Ben Affleck                  |
| 2010 | Toy Story 3                               | Lee Unkrich                  |
| 2010 | True Grit                                 | Joel Coen and Ethan Coen     |
| 2010 | Winter's Bone                             | Debra Granik                 |
| 2011 | The Artist                                | Michel Hazanavicius          |
| 2011 | The Descendants                           | Alexander Payne              |
| 2011 | Drive                                     | Nicolas Winding Refn         |
| 2011 | Extremely Loud & Incredibly Close         | Stephen Daldry               |
| 2011 | The Help                                  | Tate Taylor                  |
| 2011 | Hugo                                      | Martin Scorsese              |
| 2011 | Midnight in Paris                         | Woody Allen                  |
| 2011 | Moneyball                                 | Bennett Miller               |
| 2011 | The Tree of Life                          | Terrence Malick              |
| 2011 | War Horse                                 | Steven Spielberg             |
| 2012 | Argo                                      | Ben Affleck                  |
| 2012 | Beasts of the Southern Wild               | Benh Zeitlin                 |
| 2012 | Django Unchained                          | Quentin Tarantino            |
| 2012 | Les Misérables                            | Tom Hooper                   |
| 2012 | Life of Pi                                | Ang Lee                      |
| 2012 | Lincoln                                   | Steven Spielberg             |
| 2012 | The Master                                | Paul Thomas Anderson         |
| 2012 | Moonrise Kingdom                          | Wes Anderson                 |
| 2012 | Silver Linings Playbook                   | David O. Russell             |
| 2012 | Zero Dark Thirty                          | Kathryn Bigelow              |
| 2013 | 12 Years a Slave                          | Steve McQueen                |
| 2013 | American Hustle                           | David O. Russell             |
| 2013 | Captain Phillips                          | Paul Greengrass              |
| 2013 | Dallas Buyers Club                        | Jean-Marc Vallée             |
| 2013 | Gravity                                   | Alfonso Cuarón               |
| 2013 | Her                                       | Spike Jonze                  |
| 2013 | Inside Llewyn Davis                       | Joel Coen and Ethan Coen     |
| 2013 | Nebraska                                  | Alexander Payne              |
| 2013 | Saving Mr. Banks                          | John Lee Hancock             |
| 2013 | The Wolf of Wall Street                   | Martin Scorsese              |
| 2014 | Boyhood                                   | Richard Linklater            |
| 2014 | Birdman                                   | Alejandro G. Iñárritu        |
| 2014 | Gone Girl                                 | David Fincher                |
| 2014 | The Grand Budapest Hotel                  | Wes Anderson                 |
| 2014 | The Imitation Game                        | Morten Tyldum                |
| 2014 | Nightcrawler                              | Dan Gilroy                   |
| 2014 | Selma                                     | Ava DuVernay                 |
| 2014 | The Theory of Everything                  | James Marsh                  |
| 2014 | Unbroken                                  | Angelina Jolie               |
| 2014 | Whiplash                                  | Damien Chazelle              |
| 2015 | Spotlight                                 | Tom McCarthy                 |
| 2015 | The Big Short                             | Adam McKay                   |
| 2015 | Bridge of Spies                           | Steve Spielberg              |
| 2015 | Brooklyn                                  | John Crowley                 |
| 2015 | Carol                                     | Todd Haynes                  |
| 2015 | Mad Max: Fury Road                        | George Miller                |
| 2015 | The Martian                               | Ridley Scott                 |
| 2015 | The Revenant                              | Alejandro G. Iñárritu        |
| 2015 | Room                                      | Lenny Abrahamson             |
| 2015 | Sicario                                   | Denis Villeneuve             |
| 2015 | Star Wars: The Force Awakens              | J. J. Abrams                 |
| 2016 | La La Land                                | Damien Chazelle              |
| 2016 | Arrival                                   | Denis Villeneuve             |
| 2016 | Fences                                    | Denzel Washington            |
| 2016 | Hacksaw Ridge                             | Mel Gibson                   |
| 2016 | Hell or High Water                        | David Mackenzie              |
| 2016 | Lion                                      | Garth Davis                  |
| 2016 | Loving                                    | Jeff Nichols                 |
| 2016 | Manchester by the Sea                     | Kenneth Lonergan             |
| 2016 | Moonlight                                 | Barry Jenkins                |
| 2016 | Sully                                     | Clint Eastwood               |
| 2017 | The Shape of Water                        | Guillermo del Toro           |
| 2017 | The Big Sick                              | Michael Showalter            |
| 2017 | Call Me by Your Name                      | Luca Guadagnino              |
| 2017 | Darkest Hour                              | Joe Wright                   |
| 2017 | Dunkirk                                   | Christopher Nolan            |
| 2017 | The Florida Project                       | Sean Baker                   |
| 2017 | Get Out                                   | Jordan Peele                 |
| 2017 | Lady Bird                                 | Greta Gerwig                 |
| 2017 | The Post                                  | Steven Spielberg             |
| 2017 | Three Billboards Outside Ebbing, Missouri | Martin McDonagh              |
| 2018 | Roma                                      | Alfonso Cuarón               |
| 2018 | BlacKkKlansman                            | Spike Lee                    |
| 2018 | Black Panther                             | Ryan Coogler                 |
| 2018 | The Favourite                             | Yorgos Lanthimos             |
| 2018 | First Man                                 | Damien Chazelle              |
| 2018 | Green Book                                | Peter Farrelly               |
| 2018 | If Beale Street Could Talk                | Barry Jenkins                |
| 2018 | Mary Poppins Returns                      | Rob Marshall                 |
| 2018 | A Star Is Born                            | Bradley Cooper               |
| 2018 | Vice                                      | Adam McKay                   |
| 2019 | Once Upon a Time in Hollywood             | Quentin Tarantino            |
| 2019 | 1917                                      | Sam Mendes                   |
| 2019 | Ford v Ferrari                            | James Mangold                |
| 2019 | The Irishman                              | Martin Scorsese              |
| 2019 | Jojo Rabbit                               | Taika Waititi                |
| 2019 | Joker                                     | Todd Phillips                |
| 2019 | Little Women                              | Greta Gerwig                 |
| 2019 | Marriage Story                            | Noah Baumbach                |
| 2019 | Parasite                                  | Bong Joon-ho                 |
| 2019 | Uncut Gems                                | Josh Safdie and Benny Safdie |

### Anii 2020
| An   | Film                              | Regizor(i)                       |
| ---- | --------------------------------- | -------------------------------- |
| 2020 | Nomadland                         | Chloé Zhao                       |
| 2020 | Da 5 Bloods                       | Spike Lee                        |
| 2020 | Ma Rainey's Black Bottom          | George C. Wolfe                  |
| 2020 | Mank                              | David Fincher                    |
| 2020 | Minari                            | Lee Isaac Chung                  |
| 2020 | News of the World                 | Paul Greengrass                  |
| 2020 | One Night in Miami...             | Regina King                      |
| 2020 | Promising Young Woman             | Emerald Fennell                  |
| 2020 | Sound of Metal                    | Darius Marder                    |
| 2020 | The Trial of the Chicago 7        | Aaron Sorkin                     |
| 2021 | The Power of the Dog              | Jane Campion                     |
| 2021 | Belfast                           | Kenneth Branagh                  |
| 2021 | CODA                              | Sian Heder                       |
| 2021 | Don't Look Up                     | Adam McKay                       |
| 2021 | Dune                              | Denis Villeneuve                 |
| 2021 | King Richard                      | Reinaldo Marcus Green            |
| 2021 | Licorice Pizza                    | Paul Thomas Anderson             |
| 2021 | Nightmare Alley                   | Guillermo del Toro               |
| 2021 | tick, tick... BOOM!               | Lin-Manuel Miranda               |
| 2021 | West Side Story                   | Steven Spielberg                 |
| 2022 | Everything Everywhere All at Once | Daniel Kwan and Daniel Scheinert |
| 2022 | Avatar: The Way of Water          | James Cameron                    |
| 2022 | Babylon                           | Damien Chazelle                  |
| 2022 | The Banshees of Inisherin         | Martin McDonagh                  |
| 2022 | Elvis                             | Baz Luhrmann                     |
| 2022 | The Fabelmans                     | Steven Spielberg                 |
| 2022 | Glass Onion: A Knives Out Mystery | Rian Johnson                     |
| 2022 | RRR                               | S. S. Rajamouli                  |
| 2022 | Tár                               | Todd Field                       |
| 2022 | Top Gun: Maverick                 | Joseph Kosinski                  |
| 2022 | Women Talking                     | Sarah Polley                     |
| 2023 | Oppenheimer                       | Christopher Nolan                |
| 2023 | American Fiction                  | Cord Jefferson                   |
| 2023 | Barbie                            | Greta Gerwig                     |
| 2023 | The Color Purple                  | Blitz Bazawule                   |
| 2023 | The Holdovers                     | Alexander Payne                  |
| 2023 | Killers of the Flower Moon        | Martin Scorsese                  |
| 2023 | Maestro                           | Bradley Cooper                   |
| 2023 | Past Lives                        | Celine Song                      |
| 2023 | Poor Things                       | Yorgos Lanthimos                 |
| 2023 | Saltburn                          | Emerald Fennell                  |
| 2024 | A Complete Unknown                | James Mangold                    |
| 2024 | Anora                             | Sean Baker                       |
| 2024 | The Brutalist                     | Brady Corbet                     |
| 2024 | Conclave                          | Edward Berger                    |
| 2024 | Dune: Part Two                    | Denis Villeneuve                 |
| 2024 | Emilia Pérez                      | Jacques Audiard                  |
| 2024 | Nickel Boys                       | RaMell Ross                      |
| 2024 | Sing Sing                         | Greg Kwedar                      |
| 2024 | The Substance                     | Coralie Fargeat                  |
| 2024 | Wicked                            | Jon M. Chu                       |